# Escadre du Nord
L'escadre du Nord est une escadre historique de la Marine française.

## Histoire
Une première « escadre du Nord » est créée en 1689 lors de la guerre de la Ligue d'Augsbourg, sous l'impulsion de Louis XIV. Constituée de navire royaux et de corsaires, son activité principale est de harceler le commerce anglo-hollandais, de détruire les flottes de pêche ennemies et d'escorter le commerce français. Successivement menée par Jean Bart, de Tourouvre, le chevalier de Saint-Pol, La Luzerne, Forbin, elle sera dissoute en 1710, le roi cessant tout financement.
En 1870, l'escadre du Nord est recrée, aux ordres du contre-amiral Édouard Bouët-Willaumez : son but est de mener des opérations en Baltique durant la guerre de 1870. Elle est alors constituée des frégates cuirassées des classes Provence et Gauloise.

## Composition
| Année, | Cuirassés |
| ------ | --- |
| 1870   | Flandre, Provence, Héroïne, Magnanime, Savoie Surveillante, Valeureuse, Gauloise, Guyenne, Revanche Normandie, Invincible Solférino Océan |
| 1881   | Marengo |
| 1898   | Formidable, Amiral Baudin, Amiral Duperré Dévastation, Courbet, Redoutable Magenta, Marceau, Neptune (division d'instruction)             |
| 1899   | Formidable, Charlemagne, Gaulois Amiral Duperré, Amiral Baudin, Redoutable                                                                |
| 1901   | Masséna, Carnot, Amiral Baudin, Formidable, Amiral Duperré, Hoche                                                                         |
| 1904   | Carnot, Jauréguiberry, Masséna (1re div.) Amiral Tréhouart, Bouvines, Henri IV (2e div. garde-côtes)                                      |
| 1907   | (div. de garde-côtes en réserve) Henri IV, Amiral Tréhouart, Bouvines Jemmapes, Valmy, Caïman Indomptable, Requin, Furieux                |